# Techirghiolmeer
Het Techirghiolmeer is een meer in Roemenië met een hoog zoutgehalte (8%). In het meer leven pekelkreeftjes (Artemia salina). Vergane kreeftjes zakken naar de bodem en vormen een zwarte modder. Deze zwarte modder (nemol in het Roemeens) wordt opgesmeerd tegen allerlei soorten gewrichtsklachten zoals reuma.
Het meer ligt vlak tegen de Zwarte Zee. Aan de noordkant ligt de stad Techirghiol.